# オーストラリア南極海嶺
オーストラリア南極海嶺（オーストラリアなんきょくかいれい）は、オーストラリアと南極大陸に挟まれたインド洋にある海嶺。南東インド洋海嶺の一部ともされる。
東はオーストラリア領のマッコーリー島附近から、西はインド洋のフランス領アムステルダム島の東附近まで延びる。西側は南東インド洋海嶺、東側は太平洋南極海嶺とつながっている。
インド・オーストラリアプレートと南極プレートの発散型境界。